# Erica depressa
Erica depressa är en ljungväxtart som beskrevs av Carl von Linné. Erica depressa ingår i släktet klockljungssläktet, och familjen ljungväxter. Inga underarter finns listade i Catalogue of Life.